# John Mogg (General)
Herbert John Mogg, GCB, CBE, DSO&Bar (* 17. Februar 1913 in Chittoe Ranch, Comox, British Columbia, Kanada; † 28. Oktober 2001 in Winterbrook Nursing Home, Cholsey, Oxfordshire, England) war ein britischer General, der unter anderem zwischen 1970 und 1973 Adjutant-General to the Forces sowie zuletzt von 1973 bis 1976 Deputy Supreme Allied Commander Europe (DSACEUR) war.

## Leben

### Offiziersausbildung und Zweiter Weltkrieg
Herbert John Mogg, Sohn von Hauptmann Herbert Barrow Mogg, MC und dessen Ehefrau Alice Mary Ballard, wuchs zunächst in Kanada auf und besuchte die St Michael’s School in Victoria. Nachdem seine Eltern mit ihm nach England verzogen waren, besuchte er zwischen 1926 und 1931 das 1865 gegründete Malvern College. Im Anschluss absolvierte er zuerst eine Kadettenausbildung im Gardegrenadierregiment Coldstream Guards sowie zwischen 1935 eine Offiziersausbildung am Royal Military College Sandhurst, wo ihm für seine Leistungen das Ehrenschwert (Sword of Honour) verliehen wurde. Nach Abschluss seiner Ausbildung trat er am 26. August 1937 als Leutnant (Second Lieutenant) in das Leichte Infanterieregiment Oxfordshire and Buckinghamshire Light Infantry ein. Nach verschiedenen Verwendungen war zwischen dem 24. April 1939 und dem 12. April 1940 Adjutant in der Territorialarmee und wurde am 26. August 1940 zum Oberleutnant (Lieutenant) sowie am 8. Juli 1943 zum Hauptmann (Captain) befördert.
Während des Zweiten Weltkrieges war Mogg zwischen dem 9. Januar und dem 22. Mai 1944 Kommandant einer Divisionskampfschule und wurde am 27. Mai 1944 als Stellvertretender Kommandeur zum 9. Bataillon des Leichten Infanterieregiments Durham Light Infantry versetzt. Mit diesem nahm er am 6. Juni 1944 an der Operation Overlord teil, der alliierten Invasion in der Normandie. Am 14. Juni 1944 wurde er Kommandeur des 9. Bataillons und für seine Verdienste am 31. August 1944 mit dem Distinguished Service Order (DSO) ausgezeichnet. Er wurde außerdem 1944 im Kriegsbericht erwähnt (Mentioned in dispatches) und erhielt zudem für seinen Einsatz im weiteren Kriegsverlauf am 12. April 1945 eine Spange (Bar) zum Distinguished Service Order, ehe er am 10. Mai 1945 abermals im Kriegsbericht erwähnt.

### Nachkriegszeit
Nach Kriegsende absolvierte Mogg eine Ausbildung am Staff College Camberley und war vom 27. März 1946 bis zum 31. Oktober 1947 Erster Generalstabsoffizier einer Panzerdivision sowie zwischen dem 1. Januar 1948 und dem 14. Dezember 1949 Instrukteur und Zweiter Generalstabsoffizier am Staff College Camberley. Während dieser Zeit wurde er am 8. Juli 1948 zum Major befördert und fungierte zwischen 1950 und 1951 als Kommandeur (Commanding Officer) des zur Territorialarmee gehörenden 10. Bataillons des Fallschirmjägerregiments (10th (City of London) Battalion, The Parachute Regiment). Er war zudem Absolvent des Imperial Defence College (IDC) und zwischen dem 16. Januar 1952 und dem 6. Dezember 1953 Chefinstrukteur an der Infanterieschule in Warminster, ehe er vom 7. Dezember 1953 bis zum 8. November 1955 selbst Instrukteur und Erster Generalstabsoffizier am Imperial Defence College war. Am 15. Dezember 1955 wurde er zum Oberst (Colonel) befördert, wobei die Beförderung auf den 18. Juni 1954 zurückdatiert wurde.
Im Anschluss fand Oberst Mogg zwischen dem 15. Dezember 1955 und dem 30. April 1958 Verwendung als Assistant Adjutant General im Kriegsministerium (War Office). Während des sogenannten „Malaiischen Notfalls“ (‚Darurat Malaya‘) in der Föderation Malaya war Brigadegeneral (Brigadier) vom 31. Juli 1958 bis zum 7. November 1960 Kommandeur der dort eingesetzten Brigadegruppe des Commonwealth of Nations. Für seine dortigen Verdienste wurde er am 14. Juni 1960 Commander des Order of the British Empire (CBE) und erhielt zudem die Verdienstmedaille des Sultans von Perak.

### Aufstieg zum General und Deputy Supreme Allied Commander Europe
Nach seiner Rückkehr wurde John Mogg am 10. Februar 1961 zum Generalmajor (Major-General) befördert und fungierte zwischen dem 10. Februar 1961 und dem 6. Februar 1963 als Leiter der Abteilung Kampfentwicklung (Director of Combat Development) im Kriegsministerium. Im Anschluss war er als Nachfolger von Generalmajor George Gordon-Lennox vom 11. April 1963 bis zu seiner Ablösung durch Generalmajor Peter Mervyn Hunt am 9. Januar 1966 Kommandant der Royal Military Academy Sandhurst. Er fungierte zwischen 1963 und 1974 auch als Colonel Commandant, Army Air Corps sowie von 1965 und 1973 als Colonel Commandant, The Royal Green Jackets. Am 1. Januar 1966 wurde er zum Knight Commander des Order of the Bath (KCB) geschlagen, so dass er fortan den Namenszusatz „Sir“ führte. Kurz darauf erfolgte am 10. Januar 1966 seine Beförderung zum Generalleutnant (Lieutenant-General) sowie Ernennung zum Kommandienderen General des zur Britischen Rheinarmee BAOR (British Army of the Rhine) gehörenden und in den Ripon Barracks in Bielefeld stationierten I. Korps (I Corps), wo er Nachfolger von Generalleutnant Richard Elton Goodwin wurde. Auf diesem Posten verblieb er zwei Jahre lang bis Januar 1968 und wurde daraufhin von Generalleutnant Mervyn Butler abgelöst. 1967 wurde er auch Governor des Malvern College.
Danach war Generalleutnant Mogg als Nachfolger von Generalleutnant Geoffrey Harding Baker zwischen Februar 1968 und seiner Ablösung durch Generalleutnant David Peel Yates im April 1968 kurzzeitig Oberkommandierender (General Officer Commanding-in-Chief) des Heereskommandos Süd (Southern Command). Anschließend übernahm er im April 1968 als General den Posten als Oberkommandierenden des neu geschaffenen Strategischen Heereskommandos (Army Strategic Command) und hatte diesen bis Mai 1970 inne, woraufhin abermals General Mervyn Butler seine dortige Nachfolge antrat. Er selbst wurde im Juni 1970 Nachfolger von General Geoffrey Musson als Generaladjutant des Heeres (Adjutant-General to the Forces) und war als solcher bis zu seiner anschließenden Ablösung durch General Cecil Blacker im Juni 1973 im Verteidigungsministerium zuständig für die Entwicklung der Personalpolitik und der Unterstützung der Armee. Daneben fungierte er in Personalunion zwischen 1971 und 1974 als Aide-de-camp General (General-Adjutant) von Königin Elisabeth II. Am 1. Januar 1972 wurde er zum Knight Grand Cross des Order of the Bath (GCB) erhoben.
Zuletzt wurde General John Mogg im November 1973 Nachfolger von General Desmond Fitzpatrick als Stellvertretender Oberkommandierender der NATO in Europa DSACEUR (Deputy Supreme Allied Commander Europe) und bekleidete diesen Posten bis zu seinem Eintritt in den Ruhestand im März 1976, woraufhin General Harry Tuzo sein Nachfolger wurde. Zugleich war er zwischen 1973 und 1978 Honorary Colonel des 10th Parachute Battalion.

### Ruhestand und Familie
Auch nach seinem Eintritt in den Ruhestand engagierte sich Herbert John Mogg vielfältig und war seit 1976 zunächst Vorsitzender sowie seit 1980 Präsident des Sozialfonds des Heeres (Army Benevolent Fund). Des Weiteren wurde er 1976 Aufsichtsratsmitglied (Commissioner) des Royal Hospital Chelsea sowie 1977 Governor des Bradfield College. Er war ferner Liveryman der Gilde der Obsthändler (Worshipful Company of Fruiterers) und wurde 1979 zuerst Deputy Lieutenant (DL), ehe er zwischen 1979 und 1989 Vice Lord Lieutenant der Grafschaft Oxfordshire war.
Mogg heiratete am 29. Juni 1939 Cecilia Margaret Molesworth, Tochter von John Hilton Molesworth und Nachfahrin von Robert Molesworth, 1. Viscount Molesworth. Aus dieser Ehe gingen die drei Söhne John Nigel Ballard Mogg, Patrick Henry Molesworth Mogg und Reverend Timothy David Mogg hervor. Der älteste Sohn John Nigel Ballard Mogg war Brigadegeneral der Royal Green Jackets sowie ebenfalls Deputy Lieutenant der Grafschaft Oxfordshire.